# Marino (Ilinden)
Marino (en macédonien Марино) est un village du nord de la Macédoine du Nord, situé dans la municipalité d'Ilinden. Le village comptait 3533 habitants en 2002.

## Démographie
Lors du recensement de 2002, le village comptait :
- Macédoniens : 3 396
- Serbes : 129
- Autres : 8